# Lista de reis da Romênia

Bandeira do Rei da Romênia

O título de Rei dos Romenos (em romeno, Regele Românilor), e não "Rei da Romênia" (em romeno, Regele României) era a nobiliarquia oficial do soberano da Romênia entre 1881 e 1947, quando foi proclamada a república no país.
A Romênia adquiriu sua independência em 1859, com a unificação da Valáquia e da Moldávia, então duas suseranias (estados) vassalas ao Império Otomano. Entre 1862 e 1881, o país era chamado de Principado da Romênia, e os soberanos usavam o título de príncipe (em romeno, Domnitor). O primeiro príncipe foi Alexandre João Cuza (em romeno, Alexandru Ioan Cuza), que acabou deposto pelos próprios romenos (por votação no parlamento) em 1866. O parlamento então convidou um príncipe alemão da dinastia Hohenzollern-Sigmaringen para ocupar o trono: Karl von Hohenzollern-Sigmaringen, que se tornou o Rei Carlos I (em romeno, Carol I).
Com o reconhecimento da independência do país do Império Otomano em 1878 no Congresso de Berlim, o Principado tornou-se um Reino e, em 1881, o príncipe adotou o título de Rei Carlos I da Romênia.

## Lista dos soberanos da Romênia

### Príncipes (Domnitor) da Romênia
- Alexandre João Cuza - (1859-1866)
- Carlos I (1866-1881)

### Reis (Rege) da Romênia
| #   | Fotografia | Nome                    | Monarca de            | Monarca até            |
| --- | ---------- | ----------------------- | --------------------- | ---------------------- |
| 1   |            | Carlos I                | 26 de Março de 1881   | 10 de Outubro de 1914  |
| 2   |            | Fernando                | 10 de Outubro de 1914 | 20 de Julho de 1927    |
| 3   |            | Miguel I (sob regência) | 20 de Julho de 1927   | 8 de Junho de 1930     |
| 4   |            | Carlos II               | 8 de Junho de 1930    | 6 de Setembro de 1940  |
| (3) |            | Miguel I (2ª reinado)   | 6 de Setembro de 1940 | 30 de Dezembro de 1947 |